# 프리파라
프리파라는 프리즘 파라다이스의 약칭으로, 다카라토미에서 출시한 아케이드 비디오 게임이다. 또한 프리파라의 다음 시즌으로는 아이돌타임 프리파라가 있다.

## 등장인물
한국판
- 수입, 배급 - 동우A&E

### 교사와 교직원
오오칸다 글로리아(일본어: 大おお神かん田だ グロリア) (글로리아)
성우 - 타카노 우라라 (김옥경)

### 솔라미 스마일 아이돌
마나카 라라(일본어: 真中まなか らぁら) (라라)
성우 - 아카네야 히미카 (김현지)
(논의 언니)

미나미 미레이(일본어: 南みなみ みれぃ) (미래)
성우 - 세리자와 유우 (박신희)

호조 소피(일본어: 北条ほうじょう そふぃ) (소피)
성우 - 쿠보타 미유 (이재현)
(코스모의 동생)

### 드레싱 파페 아이돌
토도 시온(일본어: 東堂とうどう シオン) (시온)
성우 - 야마키타 사키 (배정미)

도로시 웨스트(일본어: ドロシー・ウェスト) (도로시)
성우 - 시부야 아즈키 (이명희)
(레오나의 가족)

레오나 웨스트(일본어: レオナ・ウェスト) (레오나)
성우 - 와카이 유우키 (배주영)
(도로시의 가족)

### 아로마겟돈 아이돌
쿠로스 아로마(일본어: 黒須くろす あろま) (아로마)
성우 - 마키노 유이 (서유리)

시라타마 미캉(일본어: 白玉しらたま みかん) (미카)
성우 - 와타나베 유이 (여윤미)

가루루(일본어: ガァルル)
성우 - 사나다 아사미 (김현지)

## 트리콜로르 아이돌
파루루(일본어: ファルル)
성우 - 아카사키 치나츠 (서지연)

미도리카제 후와리(일본어: 緑風みどりかぜ ふわり) (하이디)
성우 - 사토 아즈사 (김서영)

시쿄인 히비키(일본어: 紫京院しきょういん ひびき) (그레이)
성우 - 사이가 미츠키 (안영미)

### 논슈거 아이돌
마나카 논(일본어: 真中まなか のん) (논)
성우 - 타나카 미나미 (안영미)
(라라의 동생)

츠키카와 치리(일본어: 月川つきかわ ちり) (민트)
성우 - 오오모리 니치카 (우정신)

타이요우 페퍼(일본어: 太陽たいよう ペッパー) (페퍼)
성우 - 야마시타 나나미 (양정화)

### 역전의 빅뱅즈 아이돌
나베시마 챵코(일본어: 鍋島なべしま ちゃん子) (호순)
성우 - 아카사키 치나츠 (이명희)

호조 코스모(일본어: 北条ほうじょう コスモ) (코스모)
성우 - 야마모토 노조미 (안영미)
(소피의 언니)

키키 아지미(일본어: 黄木きき あじみ) (아티)
성우 - 우에다 레이나 (여윤미)

### 어린 여신의 쌍둥이 자매 아이돌
쥬루루/쥬리(일본어: ジュルル) / (일본어: ジュリィ)
성우 우에다 레이나 (김서영), (양정화)

쟈니스(일본어: ジャニス) (제니스)
성우 토요사키 아키 (서유리)

### 마스코트 요정들
쿠마(일본어: クマ) (곰탱)
성우 - 스즈키 치히로 (전태열)

우사기(일본어: ウサギ) (토깽)
성우 - 테라시마 타쿠마 (남도형)

유니콘(일본어: ユニコン)
성우 - 오오타니 이쿠에 (김서영)

네코(일본어: ネコ) (고냥)
성우 - 콘노 히로미 (이재현)

토리코(일본어: トリコ) (짹)
성우 - 아이카와 리카코 (김옥경)

햄(일본어: ハム) (햄스타)
성우 - 후루카와 마코토 (이규창)

우사쨔(일본어: ウサチャ) (토순)
성우 - 모로호시 스미레 (이명희)

## 회차 목록

### 1기
| 화수             | 우리말 제목                            | 방송일[MBC 채널] |
| ---------------- | -------------------------------------- | ---------------- |
| 제01화           | 두근두근 프리파라 입성!                | 2015년 11월 12일 |
| 제02화           | 약속은 꼭 지켜야 돼, 프리!             | 2015년 11월 18일 |
| 제03화           | 팀 해체만은 안 된다, 곰!               | 2015년 11월 19일 |
| 제04화           | 친구에게 용기를!                       | 2015년 11월 25일 |
| 제05화           | 소피 선배님과 한팀이 되고 싶어!        | 2015년 12월 2일  |
| 제06화           | 라라가 우리 집에 왔어, 프리!           | 2015년 12월 3일  |
| 제07화           | 레드 플래시를 찾아줘… 푸슈             | 2015년 12월 9일  |
| 제08화           | 라라의 고백!                           | 2015년 12월 10일 |
| 제09화           | 특집, 아이돌 오락관! 몇 대 몇?         | 2015년 12월 16일 |
| 제10화           | 가을빛 러블리 라이브!                  | 2015년 12월 17일 |
| 제11화           | 3번째 멤버! 어찌할 거냐, 곰?           | 2015년 12월 23일 |
| 제12화           | 날아올라, 소피!                        | 2015년 12월 24일 |
| 제13화           | 대망의 팀명 발표!                      | 2015년 12월 30일 |
| 제14화           | 새로운 라이벌 등장!?                   | 2015년 12월 31일 |
| 제15화           | 일촉즉발? 시온 VS 미래, 프리!          | 2015년 1월 7일   |
| 제16화           | 특명! 라라의 비밀을 파헤쳐라!          | 2016년 1월 13일  |
| 제17화           | 공포의 할로윈!                         | 2016년 1월 14일  |
| 제18화           | 달려라, 레오나!                        | 2016년 1월 20일  |
| 제19화           | 프리 & 곰 우리들의 운명적인 만남은!?   | 2016년 1월 21일  |
| 제20화           | 아빠 VS 스파이                         | 2016년 1월 27일  |
| 제21화           | 소피 팬클럽 해산!?                     | 2016년 1월 28일  |
| 제22화           | 학교 축제에서 대결이다, 곰!            | 2016년 2월 3일   |
| 제23화           | 프리파라 금지! 친구 금지!              | 2016년 2월 4일   |
| 제24화           | 안녕, 프리파라!                        | 2016년 2월 11일  |
| 제25화           | 크리스마스의 기적!                     | 2016년 2월 17일  |
| 제26화           | 신비의 소녀, 데뷔예용!                 | 2016년 2월 18일  |
| 제27화           | 새해에도 알겠슘돠!                     | 2016년 2월 24일  |
| 제28화           | 바둑 판다 결전!                        | 2016년 2월 25일  |
| 제29화           | 트레이닝만이 살길입니다!               | 2016년 3월 2일   |
| 제30화           | 두근두근! 파라다이스 코디는 누구의 것? | 2016년 3월 3일   |
| 제31화           | 스마일! 솔라미♡스마일                  | 2016년 3월 9일   |
| 제32화           | 미래! 프리를 버린다, 곰?               | 2016년 3월 10일  |
| 제33화           | 라라에 대해 알려줘!                    | 2016년 3월 16일  |
| 제34화           | 파루루의 친구                          | 2016년 3월 17일  |
| 제35화           | 최후의 스테이지 배틀!                  | 2016년 3월 23일  |
| 제36화           | 파루루! 눈을 떠용!                     | 2016년 3월 24일  |
| 제37화           | 미라클 라이브                          | 2016년 3월 30일  |
| 제38화[마지막회] | 모두가 친구!                           | 2016년 3월 31일  |

### 2기
| 화수             | 우리말 제목                  | 방송일[MBC 채널] |
| ---------------- | ---------------------------- | ---------------- |
| 제01화           | 다시 아이돌 시작했습니다!    | 2016년 10월 26일 |
| 제02화           | 빛과 어둠의 아이돌?          | 2016년 11월 2일  |
| 제03화           | 사라진 우정의 선물~프리!     | 2016년 11월 9일  |
| 제04화           | 브라질에서 온 남자           | 2016년 11월 16일 |
| 제05화           | 프리파라 운동회~곰!          | 2016년 11월 23일 |
| 제06화           | 위기의 드레싱 파페!          | 2016년 11월 30일 |
| 제07화           | 옆 반의 아로마겟돈           | 2016년 12월 21일 |
| 제08화           | 빛과 어둠의 유치원!          | 2016년 12월 28일 |
| 제09화           | 아로마에겐 비밀이야~♪        | 2017년 1월 4일   |
| 제10화           | 깨져버린 우정                | 2017년 1월 11일  |
| 제11화           | 여동생이여!                  | 2017년 1월 18일  |
| 제12화           | 팔프스의 소녀 하이디         | 2017년 1월 25일  |
| 제13화           | 불행을 부르는 파랑새         | 2017년 2월 1일   |
| 제14화           | 하이디의 첫 무대!            | 2017년 2월 8일   |
| 제15화           | 모~두 프리파라 금지!         | 2017년 2월 15일  |
| 제16화           | 공포의... 프리파라 박물관!!! | 2017년 2월 22일  |
| 제17화           | 프린스와 염소, 그리고 나...  | 2017년 3월 8일   |
| 제18화           | 달려라~! 썸머 드림 그랑프리! | 2017년 3월 15일  |
| 제19화           | 괴도 지니어스                | 2017년 3월 22일  |
| 제20화           | 돌아온 파루루!               | 2017년 3월 29일  |
| 제21화           | 오늘 날씨는 가루루?          | 2017년 4월 5일   |
| 제22화           | 수영장 대소동!               | 2017년 4월 12일  |
| 제23화           | 특종! 소피의 비밀!           | 2017년 4월 19일  |
| 제24화           | 시온 VS 프린스               | 2017년 4월 26일  |
| 제25화           | 우정티켓은 세상을 구한다!    | 2017년 5월 17일  |
| 제26화           | 햄스타와 아티!               | 2017년 6월 21일  |
| 제27화           | 다빈치 코디                  | 2017년 6월 28일  |
| 제28화           | 위기의 프리파라 퍼레이드!    | 2017년 7월 5일   |
| 제29화           | 안경오빠가 두명?             | 2017년 7월 26일  |
| 제30화           | '무서워'를 확보하라!         | 2017년 8월 2일   |
| 제31화           | 출동! 프리파라 수사대!       | 2017년 8월 9일   |
| 제32화           | 파루루와 마법사              | 2017년 8월 14일  |
| 제33화           | 생일의 약속!                 | 2017년 8월 14일  |
| 제34화           | 프리파라 연속 다빈치 사건!   | 2017년 8월 16일  |
| 제35화           | 베일을 벗은 그레이!          | 2017년 8월 22일  |
| 제36화           | 그녀의 화려한 일상           | 2017년 8월 22일  |
| 제37화           | 정정당당! 나의 길!           | 2017년 8월 23일  |
| 제38화           | 행복한 이별!                 | 2017년 8월 30일  |
| 제39화           | 대결! 천재팀 vs 노력팀       | 2017년 8월 31일  |
| 제40화           | 새로운 프리파라!             | 2017년 9월 6일   |
| 제41화           | 아이돌 종료~                 | 2017년 9월 13일  |
| 제42화           | 가루루! 노력의 결실!         | 2017년 9월 20일  |
| 제43화           | 지하실 아이돌! 시작했습니다! | 2017년 9월 27일  |
| 제44화           | 환상의 호흡! 가로마겟돈      | 2017년 10월 11일 |
| 제45화           | 페르사유의 소녀              | 2017년 10월 11일 |
| 제46화           | 희망의 미래!                 | 2017년 10월 18일 |
| 제47화           | 쌍둥이의 추억!               | 2017년 10월 25일 |
| 제48화           | 결전의 날!                   | 2017년 11월 1일  |
| 제49화           | 잃어버린 우정!               | 2017년 11월 8일  |
| 제50화           | 기적의 종을 울려라!          | 2017년 11월 15일 |
| 제51화[마지막회] | 모두가 친구! 모두가 아이돌!  | 2017년 11월 22일 |

### 3기
| 화수             | 우리말 제목                           | 방송일[MBC 채널] |
| ---------------- | ------------------------------------- | ---------------- |
| 제01화           | 신급 아이돌 시작했습니다!             | 2018년 1월 30일  |
| 제02화           | 엄마 아이돌 시작했습니다!             | 2018년 2월 6일   |
| 제03화           | 초절정 차가운 나비!                   | 2018년 2월 27일  |
| 제04화           | 쥬루루의 대모험                       | 2018년 3월 6일   |
| 제05화           | 컴온 컴온 캐논!                       | 2018년 3월 13일  |
| 제06화           | 완벽한 엄마 미래!                     | 2018년 3월 20일  |
| 제07화           | 엉망진창! 아로마카드                  | 2018년 3월 27일  |
| 제08화           | 기적의 복숭아를 찾아라!               | 2018년 4월 10일  |
| 제09화           | 1인 3역은 힘들어!                     | 2018년 4월 17일  |
| 제10화           | 청춘 점핑 스냅사진!                   | 2018년 4월 24일  |
| 제11화           | 도로시 vs 쥬루루                      | 2018년 5월 1일   |
| 제12화           | 신급 아이돌 그랑프리 시작했습니다     | 2018년 5월 8일   |
| 제13화           | 신의 쥬얼 변신 뽀용♡                  | 2018년 5월 9일   |
| 제14화           | 빵점 아이돌 시작했습니다(ㅠ.ㅠ)       | 2018년 5월 15일  |
| 제15화           | 프리파라 222주년 디자인 대회!         | 2018년 5월 16일  |
| 제16화           | 눈을 떠, 가루루!                      | 2018년 5월 29일  |
| 제17화           | 신급 아이돌 그랑프리 종료입니다       | 2018년 5월 30일  |
| 제18화           | 긴급 매니저 회의 곰!                  | 2018년 6월 5일   |
| 제19화           | 돌아온 프리파리                       | 2018년 6월 19일  |
| 제20화           | 사판나에서 온 SOS 편지                | 2018년 6월 20일  |
| 제21화           | 수영대회 시작!                        | 2018년 6월 26일  |
| 제22화           | 쥬루루와 괴도 뾰로롱                  | 2018년 6월 27일  |
| 제23화           | 사랑 사랑 쥬루루                      | 2018년 7월 3일   |
| 제24화           | 민트 민트 민트                        | 2018년 7월 4일   |
| 제25화           | 우정을 믿으며!                        | 2018년 7월 10일  |
| 제26화           | 울려퍼져라! 신급 아이돌 그랑프리!     | 2018년 7월 11일  |
| 제27화           | 사라진 매니저! 수수께끼의 사판나 소녀 | 2018년 7월 17일  |
| 제28화           | 여신의 아이돌 데뷔                    | 2018년 7월 18일  |
| 제29화           | 언니와 여동생과 공주와 야수           | 2018년 7월 24일  |
| 제30화           | 무서운 핼러윈파티 냥~!                | 2018년 7월 25일  |
| 제31화           | 논슈거는 만만하지 않아                | 2018년 8월 1일   |
| 제32화           | 프리파라 런웨이! 드레스 디자인!       | 2018년 8월 7일   |
| 제33화           | 자매가 함께 알겠습니다!               | 2018년 8월 8일   |
| 제34화           | 논슈거 표류기                         | 2018년 8월 14일  |
| 제35화           | 쥬리와 제니스                         | 2018년 8월 28일  |
| 제36화           | 주인공은 바로 너야!                   | 2018년 9월 4일   |
| 제37화           | 메리그랑프리                          | 2018년 9월 11일  |
| 제38화           | 그랑프리는 만만하지 않아 바니         | 2018년 10월 2일  |
| 제39화           | 위기의 토순이                         | 2018년 10월 16일 |
| 제40화           | 모두에게 찬스! 역전의 무대 빠샤!      | 2018년 10월 23일 |
| 제41화           | 여신의 마음, 엄마의 맹세              | 2018년 10월 30일 |
| 제42화           | 빨강? 파랑? 초록?                     | 2018년 11월 6일  |
| 제43화           | 프리파라 레인저 VS 용가루 대전!       | 2018년 11월 13일 |
| 제44화           | 말투는 지겨워                         | 2018년 11월 20일 |
| 제45화           | 밸런타인은 만만하지 않아              | 2018년 11월 27일 |
| 제46화           | 스마일 0%                             | 2018년 12월 4일  |
| 제47화           | 빈대떡과 함께 합동 공연               | 2018년 12월 11일 |
| 제48화           | 신급 아이돌 그랑프리 결승전!          | 2018년 12월 18일 |
| 제49화           | 신급 아이돌 탄생!                     | 2019년 1월 8일   |
| 제50화           | 사랑, 우정 그리고 친구                | 2019년 1월 15일  |
| 제51화[마지막회] | 모두가 친구! 영원히 친구!             | 2019년 1월 22일  |